# Hanspeter Schmitt
Hanspeter Schmitt OCarm (* 1959 in Aschaffenburg) ist ein deutscher Theologe.

## Leben
Schmitt stammt aus der Aschaffenburger Pfarrgemeinde St. Josef. Er studierte von 1980 bis 1986 Philosophie und Theologie in Bamberg und absolvierte 1987/1988 die Ausbildung im Pastoralseminar der PTH Münster mit Schwerpunkt Gemeinde- und Klinikseelsorge. Nach der Priesterweihe 1988 war er von 1988 bis 1990 im schulischen Religionsunterricht und als Seminarbegleiter, gleichfalls und bis heute Arbeit in der Jugend-, Berufungs- und Gemeindepastoral eingesetzt. Von 1994 bis 1999 war er wissenschaftlicher Mitarbeiter am Lehrstuhl für Moraltheologie der Universität Bamberg, wo er 2001 im Fach Moraltheologie bei Volker Eid promoviert wurde. Von 2001 bis 2005 war er wissenschaftlicher Assistent. Seit 2005 leitete er kommissarisch Leitung die Professur Moraltheologie der Fakultät Katholische Theologie, Universität Bamberg, wo er 2007 für das Fach Theologische Ethik habilitiert wurde. Im Wintersemester 2007/2008 vertrat er den Lehrstuhl für Theologische Ethik an der Theologischen Hochschule Chur, wo er am 19. November 2007 zum ordentlichen Professor für Moraltheologie (Theologische Ethik) ernannt wurde. Im Herbstsemester 2012 hatte er einen Lehrauftrag an der Universität Zürich (Lehrstuhl Brigitte Tag).

## Schriften (Auswahl)
- Empathie und Wertkommunikation. Theorie des Einfühlungsvermögens in theologisch-ethischer Persektive (= Studien zur theologischen Ethik. Band 93). Universitätsverlag, Freiburg im Üechtland 2003, ISBN 3-7278-1356-3, (zugleich Dissertation, Bamberg 2001).
- als Herausgeber: Der dunkle Gott. Gottes dunkle Seiten. Verlag Katholisches Bibelwerk, Stuttgart 2006, ISBN 3-460-30004-3.
- Sozialität und Gewissen. Anthropologische und theologisch-ethische Sondierung der klassischen Gewissenslehre (= Studien der Moraltheologie. Band 40). Lit, Wien/Zürich/Berlin/Münster 2008, ISBN 978-3-03735-258-8, (zugleich Habilitationsschrift, Bamberg 2007).